# 塔子腳
塔子腳，原寫為塔仔腳，是臺灣桃園市觀音區的一個傳統地域名稱，位於該區東部偏北。相較於今日行政區，其範圍大致與塔腳里相近。

## 歷史
台灣清治末期至日治初期，塔子腳地區為一街庄，稱為「塔仔腳庄」，隸屬於竹北二堡。該庄東北與許厝港庄為鄰，東南與雙溪口庄為鄰，南邊為新坡庄，西邊及西北邊為草漯庄。
1901年（日治明治三十四年）11月，全台廢縣廳改設二十廳，該庄隸屬於桃仔園廳。1903年（明治三十六年），改名桃園廳。1909年（明治四十二年）10月，合併二十廳為十二廳，該庄隸屬不變。1920年（大正九年），廢十二廳改設五州二廳，該庄改制並雅化為「塔子腳」大字，隸屬於新竹州中壢郡觀音庄。
戰後觀音庄改制為觀音鄉，隸屬於新竹縣，大字亦改制為村。1950年桃、竹、苗分治，觀音鄉改隸屬於桃園縣。2014年12月，桃園縣升格為直轄桃園市，觀音鄉改制為觀音區，村亦改制為里。

## 聚落
本地區發展較早的聚落為塔仔腳，在日治期初期的官方地圖上已有記載。此外，本地區尚有大坵田、石厝仔、灣潭仔等聚落。

## 交通
省道台15線（大觀路一段）是關渡至香山的傳統北台灣西部海岸平面幹道，大致以東北—西南走向經過塔子腳地區最北端。由該道路向東北可前往大園、坑子口、大南灣、八里等地，向西可前往觀音市區、崁頭厝、紅毛港、樹林子（坑子口地區北部）、貓兒錠、舊港等地，其中樹林子至貓兒錠南端鳳山溪橋路段與省道台61線（西部濱海快速公路）共線。
區道桃40線（廣大路）是廣福至南港的道路，大致以西南—東北走向經過本地區東南部。由該道路向西南可前往新坡地區中部偏東北的區道桃35線路口，向東北可前往灣潭、南港並止於省道台15線路口。
區道桃40-1線（塔腳路）是草漯至塔腳的道路，其東側端點位於本地區東北部區道桃40線路口。由此向西北轉西出境後，可前往草漯並止於省道台15線路口。
區道桃35-1線（福山路）是草漯至崙坪的道路，大致以北北西—南南東走向經過本地區西南部邊界地帶。由此道路向北北西轉西北可前往草漯並止於區道桃35線路口，向南南東可前往山仔頂、忠愛莊並止於市道112號路口。